# Carex microchaeta
Espèce
Classification phylogénétique
Carex microchaeta, Carex à petites soies, est une espèce des plantes du genre Carex et de la famille des Cyperaceae.